# Beaver Creek (Colorado)
Beaver Creek is een gemeentevrij gebied (unincorporated community) in de Amerikaanse staat Colorado, en valt bestuurlijk gezien onder Eagle County. De plaats bestaat uit het gelijknamige skigebied en de verblijfplaatsen en voorzieningen eromheen. Het gebied waarin de plaats zich bevindt, werd voor het eerst bewoond in 1951.

## Skigebied
Het skigebied van Beaver Creek opende in 1980, toen met 1.720.000 m² skibaar terrein, verdeeld over 28 pistes. Er waren op dat moment 4 skiliften aanwezig. In 2008 bestond het gebied uit 7.350.000 m² terrein, 149 pistes en 17 liften. Het skigebied kent enkele beroemde bewoners, waaronder oud-president van de Verenigde Staten Gerald Ford en acteur Kelsey Grammer.
Het skigebied is een vaste locatie voor de wereldbeker alpineskiën, en was in samenwerking met Vail gastheer van de wereldkampioenschappen alpineskiën 1999. Beaver Creek heeft, wederom samen met Vail, de wereldkampioenschappen van 2015 georganiseerd.